# لوس ۸۰
لوس ۸۰ (به اسپانیایی: Los 80) یک مجموعهٔ تلویزیونی شیلیایی درام است که توسط کانال ۱۳ شیلی تولید شده و به مناسبت دویستمین سالگرد شیلی پخش شده‌است بازیگران این سریال دانیل مونیوز، تامارا آکوستا، دانیل آلکاینو، لورتو آراونا، توماس وردخو و لوکاس اسکوبار. این سریال با الهام از مجموعه ای اسپانیایی به همین نام در سال ۲۰۰۴ میلادی، منتشر شد اما نمونهٔ حاضر با تمرکز بر حوادث در شیلی ساخته شده‌است. این سریال چندین بار تمدید شد و نهایتاً فصل هفتم، آخرین فصل آن، در بهار و تابستان ۲۰۱۴ پخش شد.

## طرح
این سری با بازی دانیل مونز و تامارا آکوستا داستانی از خانوادهٔ هررا، یک خانواده با درآمد متوسط، را نقل می‌کند که زندگی معمولی در سانتیاگو شیلی دارند. طرح داستان بین سال‌های ۱۹۸۲ و ۱۹۸۹ در دوران دیکتاتوری نظامی رخ می‌دهد و حول محور وقایع تاریخی در طول دههٔ ۸۰ میلادی، به خصوص بحران اقتصادی سال ۱۹۸۲ و زلزله هشت ریشتری در سانتیاگو، می‌گذرد.

## بازیگران
- دانیل مونیوز به عنوان خوآن هررا
- تامارا آکوستا به عنوان آنا لوپز
- کتی کوالسکو به عنوان نانسی مرا
- دانیل آلکاینو به عنوان اسکسکوئال پاچیو
- لورتو آراونا به عنوان کلودیا هررا لوپز
- توماس وردخو به عنوان مارتین هررا لوپز
- لوکاس بولواران به عنوان فلیکس هررا لوپز
- استریا اورتیز به عنوان آنیتا هررا لوپز (پس از اواخر فصل دوم تا فصل آخر)
- پابلو فریر به عنوان برونو مورا
- ماریو اورتون به عنوان گابریل دیاز (تا فصل ۴)
- نستور کنتیللنا به عنوان متئو گنزالز (فصل ۶ تا آخر)
- سباستین ارریگرریگا به عنوان آدولت فلیکس هررا لوپز (فصل آخر)
- دنیلا رامیرز به عنوان آدولت سیبییا (فصل آخر)
- کنستنزا روخاس به عنوان سیبییا (فصل ۵ تا آخر)

## فصل‌ها
| فصل           | تعداد قسمت‌ها | سانس                    | اولین قسمت       | آخرین قسمت      | سال پخش | بیننده (میلیون) |
| ------------- | ------------ | ----------------------- | ---------------- | --------------- | ------- | --------------- |
| لس ۸۰ (فصل ۱) | ۱۰           | پنج شنبه 10:30 بعدازظهر | اکتبر ۱۲، ۲۰۰۸   | ۲۱ دسامبر ۲۰۰۸  | ۲۰۰۸    | ۱٫۹۲            |
| لس ۸۰ (فصل ۲) | ۱۰           | پنج شنبه 10:30 بعدازظهر | اکتبر ۱۸، ۲۰۰۹   | دسامبر ۲۷، ۲۰۰۹ | ۲۰۰۹    | ۲٫۵۴            |
| لس ۸۰ (فصل ۳) | ۱۰           | پنج شنبه 10:30 بعدازظهر | اکتبر ۱۷، ۲۰۱۰   | دسامبر ۱۹، ۲۰۱۰ | ۲۰۱۰    | ۲٫۶۷            |
| لس ۸۰ (فصل ۴) | ۱۱           | پنج شنبه 10:30 بعدازظهر | اکتبر ۱۶، ۲۰۱۱   | دسامبر ۲۰، ۲۰۱۱ | ۲۰۱۱    | ۲٫۹۸            |
| لس ۸۰ (فصل ۵) | ۱۲           | یکشنبه 10 بعدازظهر      | سپتامبر ۲۳، ۲۰۱۲ | دسامبر ۱۶، ۲۰۱۲ | ۲۰۱۲    | ۲٫۵۸            |
| لس ۸۰ (فصل ۶) | ۱۲           | یکشنبه 10 بعدازظهر      | اکتبر ۱۳، ۲۰۱۳   | ژانویه ۱۲، ۲۰۱۴ | ۲۰۱۳    | ۲٫۲۸            |
| لس ۸۰ (فصل ۷) | ۱۳           | یکشنبه 10 بعدازظهر      | اکتبر ۵، ۲۰۱۴    | دسامبر ۲۱، ۲۰۱۴ | ۲۰۱۴    | TBA             |